# 中国家庭追跡調査

中国家庭追跡調査（ちゅうごくかていついせきちょうさ、CFPS、中国語: 中国家庭追踪调查）は、中国の社会、経済、人口、教育、および健康の変化を記録するために設計された、隔年で行われる中国の代表的な総合的社会調査による縦断研究である。CFPSは、北京大学の社会科学研究所（中国語：中国社会科学调查中心、ISSS）によって2010年に開始された。データは、個人、家族、およびコミュニティの各単位で収集され、学術研究および公共政策における分析での使用を目的としている。 CFPSは、中国国民の経済的および非経済的な幸福度に焦点を当てており、経済活動、学歴、家族関係と家族力学、移住、心身の健康などを調査対象としている。

## データセット
データセットは、中国家庭追跡調査のWebサイトから入手可能である。

## 資金提供
この研究は以下の2つ組織から資金提供されている。
- 中国国家自然科学基金委員会（英語版）
- 北京大学

## 調査方法
調査は2010年から隔年で実施されており、中国の25の地域（香港、マカオ、台湾、新疆ウイグル自治区、チベット、青海省、内モンゴル自治区、寧夏回族自治区、海南省を除く）に居住し、少なくとも1人の中国国籍の家族を持つ世帯の9歳以上の個人を母集団とし、サーベイ・データを収集して行われている。対象となる母集団の人口のカバー率は95%に及び、調査方法は、対面、電話、コンピュータを利用したインタビュー調査となる。また、初回の2010年調査の回答率は、世帯、個人ともに約80%であった。